# Kudurru

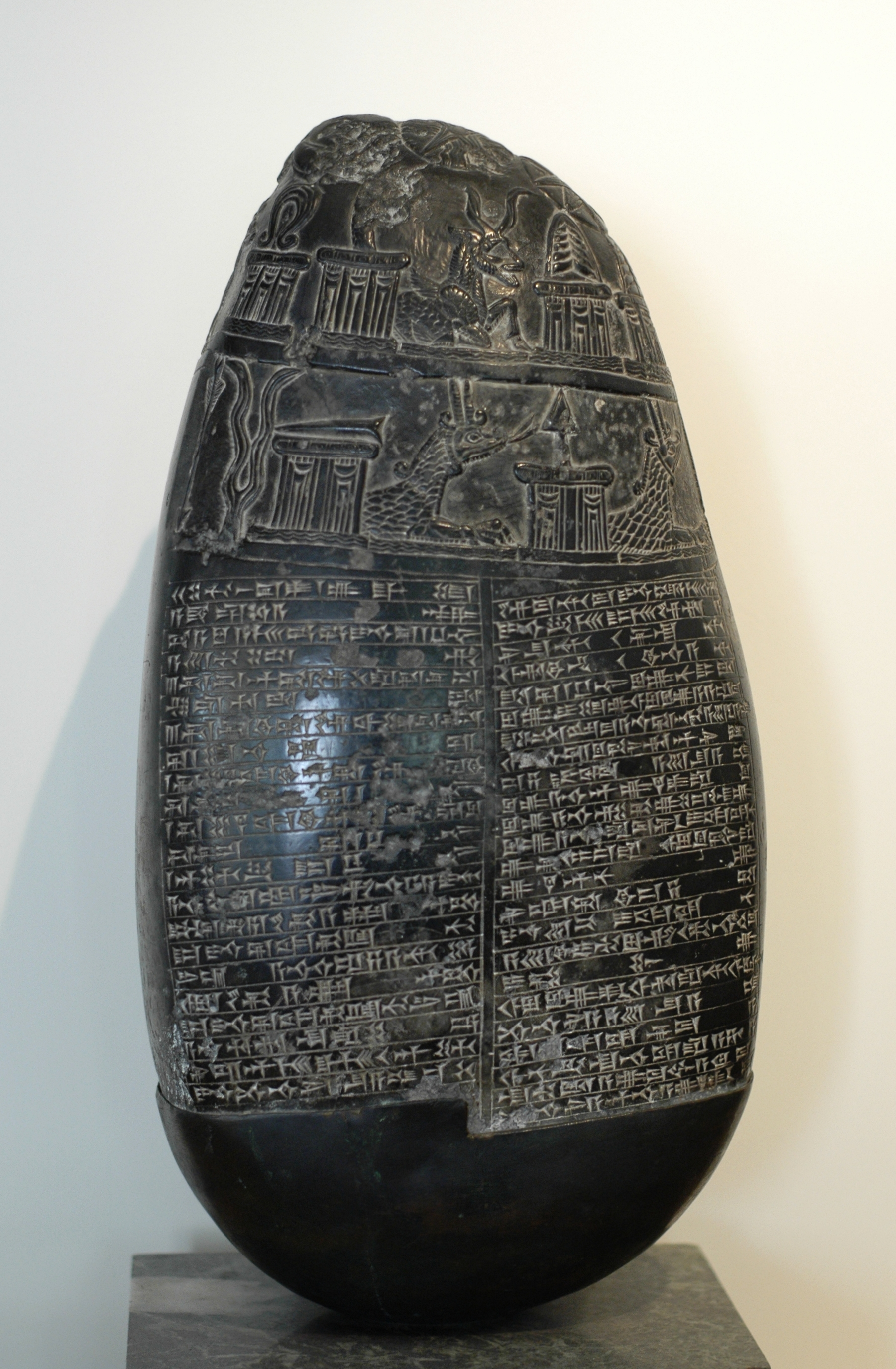
De "«Caillou» Michaux", een Babylonische kudurru uit de Kassitische periode, muntenkabinet van de Bibliothèque nationale de France

Kudurru waren stenen beeldhouwwerken die werden gebruikt als grensstenen en als documenten van landschenkingen aan vazallen van de Kassieten in Babylonië tussen de 16e en 12e eeuw v.Chr. Het woord is Akkadisch voor "grens". De kudurru's zijn de enige overgebleven artefacten uit de Kassitische periode in Babylonië, waarvan men voorbeelden kan aantreffen in het Louvre en het National Museum van Irak.
De kudurru's legden het land dat door de koning was geschonken aan zijn vazallen vast als een verslag van zijn beslissing. De originele kudurru zou worden ondergebracht in de tempel terwijl de persoon aan wie het land was geschonken een kleien kopie werd meegegeven om te dienen als grenssteen om hun legale eigendom te bevestigen. 
De kudurru's beelden symbolische afbeeldingen af van de goden die het contract beschermden en de goddelijke vloek die op de persoon die het contract zou breken zou komen. Sommige kudurru's hadden ook een afbeelding van de koning die het land had geschonken. Daar ze een groot aantal afbeeldingen alsook het contract zelf bevatten, waren kudurru's op grote stenen aangebracht.

## Verder lezen
- W.J. Hinke, Selected Babylonian kudurru inscriptions, Leiden, 1911.